# Pamelap
 (avril 2021).
Pamelap est une ville de la préfecture de Forécariah, dans la région de Kindia en République de Guinée.

## Situation géographique
Pamelap partage une frontière internationale avec la ville de Gbalamuya située en république de Sierra Leone.
Ville frontière, elle a été fermée de septembre 2020 et février 2021 pour une question de sécurité nationale.

## Population
Pamelap a une population d'environ 20 000 habitants.
Presque toute la population de Pamelap est du groupe ethnique soussou une des principales langues de communication de la ville. Jusqu'à 1983 cette localité était composée à 50% de l'ethnie tèmènè

## Religion
La population de Pamelap est majoritairement musulmane et conservatrice.

## Rébellion
La ville comme d'autres de la région sud de la Guinée a été l'objet d'attaque rebelle en 2000 dont la Guinée sortira vainqueur,.